# Dasypogon obliquifolius
Dasypogon obliquifolius,  rizomatozna čupava trajnica s jugozapada Zapadne Australije. Endem koji raste jedino blizu zapadne obale, između Eneabba i Pertha.
Jedna je od tri vrste u rodu Dasypogon. Naraste do jednog metra visine. Opisana je 1846.